# Вакуловська Оксана Олександрівна
Оксана Олександрівна Вакуловська (нар. 1897, місто Шавлі Ковенської губернії, тепер місто Шяуляй, Литва — ?) — українська радянська діячка, заслужений вчитель УРСР, вчителька Володимирівської середньої школи № 1 Володимирівського (тепер — Казанківського) району Миколаївської області. Депутат Верховної Ради УРСР 3—4-го скликань.

## Життєпис
Народилася у родині сільського писаря (листоноші) Олександра Васильовича Агеєва і швеї. У 1915 році закінчила жіночу гімназію у місті Шавлі (тепер — Шяуляй) Ковенської губернії. Під час першої світової війни разом із родиною переїхала в місто Калязін Тверської губернії, де працювала інспектором шкіл. Потім переїхала до Херсонської губернії. З 1919 року — діловод військової частини (установи) у місті Херсоні, культармієць.
У 1921—1941 роках — вчителька початкових класів Володимирівської початкової Володимирівського району Миколаївщини (з 1937 року — Миколаївської області). Одночасно працювала заступником голови Володимирівської сільської ради, головою ревізійної комісії сільського споживчого товариства. Обиралася делегатом першого окружного зльоту колгоспників.
Під час німецько-радянської війни була евакуйована до Сталінградської області РРФСР, де працювала вчителькою початкових класів і німецької мови, завучем та директором Коршеватської семирічної школи Ленінського району. У кінці 1942 року евакуйована в Західно-Казахстанську область Казахської РСР, працювала вчителькою в Челкарській та Чапаєвській середніх школах Лбищенського району.
З 1944 року — вчителька початкових класів Володимирівської середньої школи № 1 Володимирівського (потім — Казанківського) району Миколаївської області.
Член ВКП(б) з 1951 року.

## Нагороди
- орден Леніна (1953)
- орден Трудового Червоного Прапора (1949)
- медаль «За доблесну працю у Великій Вітчизняній війні 1941—1945 рр.»
- значок «Відмінник народної освіти» (1945)
- заслужений вчитель школи Української РСР (19.11.1947)
- медалі